# Gorgonops
Gorgonops (från grekiska Γοργών -Gorgon- och ὤψ öga, plan-, bokstavligen "Gorgon öga" eller "Gorgon ansikte") är ett utött släkte av therapsider som levde omkring 260 till 254 miljoner år sedan, under den sena perm. Det var en typisk representant för underordningen Gorgonopsia, de dominerande rovdjuren vid tiden, som i de största formerna hade över tre meters längd.